# Réka Albert
Réka Albert (Reghin, 2 de marzo de 1972) es una científica rumano-húngara. Es profesora distinguida de física y profesora adjunta de biología en la Universidad Estatal de Pensilvania destacada por crear el modelo Barabási-Albert y la investigación sobre las redes libres de escala y el modelado booleano de sistemas biológicos.

## Trayectoria
Albert nació en Reghin, una ciudad en el distrito de Mureș, en la región histórica de Transilvania, zona centro-norte de Rumania. En 1995 obtuvo un bachiller universitario en ciencias y en 1996 la maestaría universitaria en ciencias en la Universidad  Babes-Bolyai de Cluj-Napoca en Rumania. En 2001 consiguió el Philosophiæ doctor en la Universidad de Notre Dame.
Albert es cocreadora, junto con László Barabási, del modelo Barabási-Albert para generar gráficos aleatorios sin escala a través de la conexión preferencial.
Su trabajo se extiende a las redes en un sentido muy general, involucrando por ejemplo investigaciones sobre la tolerancia a errores de la World Wide Web y sobre la vulnerabilidad de la red eléctrica norteamericana.
Su investigación actual se centra en el modelado dinámico de redes biológicas y la biología de sistemas.

## Reconocimientos
En 2004, Albert fue seleccionada como becaria de investigación Sloan. En 2007 recibió un premio CAREER de la Fundación Nacional de Ciencias. En 2010 fue nombrada miembro de la Sociedad Estadounidense de Física. Un año después recibió el premio Maria Goeppert-Mayer. En 2016 fue admitida como miembro externo de la Academia Húngara de Ciencias. En 2018, Albert fue elegida miembro de la Network Science Society y en 2019 de la Asociación Estadounidense para el Avance de la Ciencia.

## Publicaciones
- Albert R., Barabási A.-L.: Statistical mechanics of complex networks, Reviews of Modern Physics, Vol. 74, Nr. 1, pp. 47–97, 2002, doi 10.1103/RevModPhys.74.47, arXiv:cond-mat/0106096v1 (submitted 6 June 2001)
- Jeong H., Tombor B., Albert R., Oltvai Z.N., Barabási A.-L.: The large-scale organization of metabolic networks, Nature 407, pp. 651–654, 2000, doi 10.1038/35036627 arXiv:cond-mat/0010278 (submitted 19 October 2000)
- Albert R., Jeong H., Barabási A.-L.: Error and attack tolerance of complex networks, Nature 406, pp. 378–382, 2000, doi 10.1038/35019019, arXiv:cond-mat/0008064v1 (submitted 3 August 2000)
- Barabási A.-L., Albert R.: Emergence of scaling in random networks, Science, Vol. 286, Nr. 5439, pp. 509–12, 15 October 1999, doi 10.1126/science.286.5439.509, arXiv:cond-mat/9910332v1 (submitted 21 October 1999)